# Lai (poésie)
Pour les articles homonymes, voir lai.

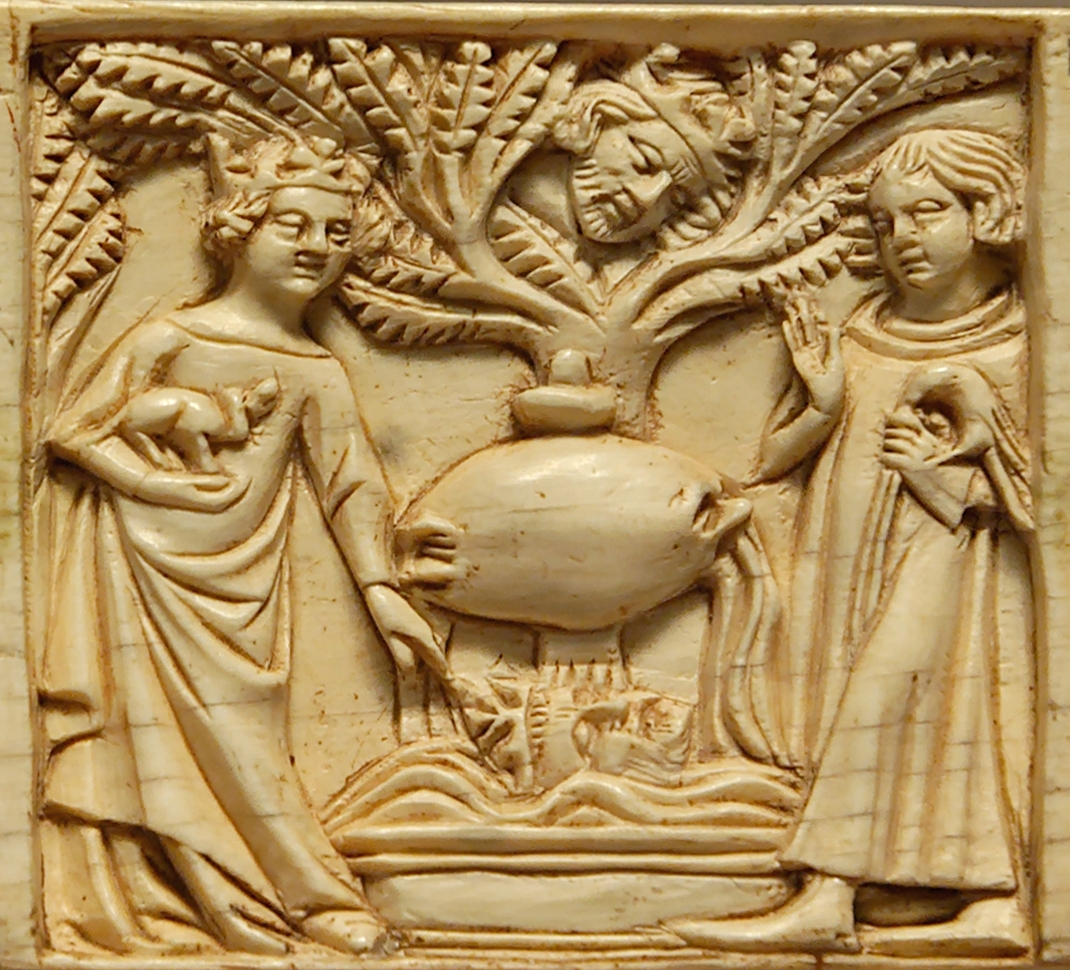
Tristan et Iseut

Le lai est un poème à forme fixe apparu au XIIe siècle et qui a désigné successivement des genres de poésie narrative assez différents.
Au Moyen Âge, ce mot n'était employé qu'au sens de « chant », ou plutôt « récit chanté » voire de « mélodie ». La majorité des médiévistes du XIXe siècle distinguent le lai narratif, ancêtre du fabliau, et le lai lyrique, classification en genres étrangère aux auteurs des XIIe siècle et XIIIe siècle, et appliquent le terme non plus au chant qui a inspiré un conte en vers mais au conte versifié qui en a été tiré lui-même.
L’origine du lai et de son nom est peut-être née d’anciens souvenirs littéraires celtiques (llais en gallois ou laoith en gaélique) car les vieilles légendes de la matière de Bretagne y tiennent une grande place, mais on y trouve toujours aussi la matière de France et la matière de Rome.

## Le lai narratif
Au XIe siècle, le lai, en France, se rattache intimement aux romans d’aventures, dont il diffère surtout par une moindre étendue. Il n’en est, à proprement parler, que la réduction. Tels sont le lai d’Haveloc, par Gaimar, le Lai d’Ignauré, les divers lais sur Tristan et Iseut, etc. et qui sont les récits abrégés d’une légende amoureuse et dramatique ou d’un de ses épisodes.
Le lai est alors à peu près synonyme de fabliau, à cette différence que le lai était empreint de sensibilité et de mélancolie, tandis que le fabliau s’ouvrait plus volontiers à la verve et à la gauloiserie. À ce titre, le lai narratif est considéré parmi les précurseurs du genre littéraire de la nouvelle.
Le lai, sous cette forme de récit romanesque, est surtout représenté, au XIIe siècle, par Marie de France. Le sujet des nombreux lais conservés sous son nom est presque toujours emprunté à la matière de Bretagne, et elle a le soin de le rappeler elle-même. Ils plaisaient beaucoup, dit un auteur du temps, aux comtes, barons et chevaliers, et surtout aux dames, « dont ils flattaient les volontés. » Le sentiment tendre et mélancolique imprimé par Marie de France au genre lui-même est parfaitement marqué dans ce passage du Lai du chèvrefeuille à propos de Tristan et d’Iseut :
« D’euls deus fu il tut autresi,

Cume del chevrefoil esteit,

Ki à la codre se preneit :

Quant il est si laciez et pris

E tut entur le fust s’est mis,

Ensemble poient bien durer.

Mais ki puis les volt desevrer,

Li codres muert hastivement

Et chevrefoil ensemblement

— Bele amie, si est de nus :

Ne vus sanz mei, ne mei sanz vus »
« Et lors tous deux sont-ils unis

Tel le chèvrefeuille enlacé

Avec le tendre coudrier :

Tant qu'il est étroitement pris

Autour du fût où il se lie,

Ensemble peuvent-ils durer,

Mais qu'on vienne à les séparer,

Le coudrier mourra bientôt

Et le chèvrefeuille aussitôt.

— Or, belle amie, ainsi de nous :

Ni vous sans moi, ni moi sans vous »
— trad. Françoise Morvan, Actes sud.

## Le lai lyrique
Comme ceux de cette époque, les lais de Marie de France sont en octosyllabes et ne sont assujettis à aucune combinaison particulière de rimes. Bientôt, au lieu d’être un récit continu, le lai devient une chanson proprement dite, avec des stances distinctes, voire avec refrain. Le Lai de la dame du Fael, du même siècle, remplit déjà cette double condition de la chanson.
Pratiqué par les troubadours, il prend une grande extension au XIVe siècle et se donne des règles fixes et précises avec Guillaume de Machaut : divisé en deux parties de huit vers, chaque huitain se divisant lui-même en deux parties qui forment un quart de la strophe. Chaque quart de strophe, à rimes embrassées, est hétérométrique, c’est-à-dire constitué de vers de longueur différente (sept et quatre syllabes le plus souvent). Eustache Deschamps et Jean Froissart le pratiquent.
À partir du XVe siècle, le lai finit par être confondu avec le virelai, qui en est la dernière transformation artificielle et savante, et dépérit.
Le lai est évoqué par Aragon dans son poème C (Les Yeux d'Elsa, 1942).
....

Et j'ai bu comme un lait glacé

Le long lai des gloires faussées

....

## Liste de lais notables
- Lai de Tyolet
- Lai de Guingamor
- Lai de Doon
- Lai dou léchéor
- Lai de Tydorel
- Lai de l'épervier
- Lai D'amors
- Lai du Désirré
- Lai de l'espine
- Lai du cort mantel
- Lai du conseill
- Lai de Graalant
- Lai de l'oiselet
- Lais de Marie de France
- Lai du Rossignol